# ماری رزا توسکانی بللو
ماری رُزا توسکانی بللو (به ایتالیایی: Marirosa Toscani Ballo) یک عکاس ایتالیایی است.

## زندگی‌نامه
ماریروزا توسکانی در سال ۱۹۳۱ در میلان متولد شد، پدرش فدله توسکانی، گزارشگر تاریخی کوریره دلا سرا و صاحب آژانس روتوفتو.
وقتی فدله توسکانی بیمار می‌شود، مسئولیت امور خانوادگی به عهده ماریروزا است که هنوز دبیرستان را تمام نکرده‌است و وی عکاس خبری می‌شود.
ماریروزا توسکانی به عنوان یک عکاس خبری، رویدادهای اجتماعی مانند انتخاب دوشیزه ایتالیا، ورزش‌هایی مانند مسابقات جهانی اتومبیلرانی و بلایای ملی مانند سیل پولسین را دنبال می‌کند. او خودش می‌گوید که دیدن یک زن عکاس در ایتالیای پس از جنگ چقدر نادر بوده‌است. در سال ۱۹۵۱ با آلدو بالو، دانشجوی سال سوم معماری، ملاقات می‌کند. آلدو تحصیلات خود را رها می‌کند ودر روتوفتو شروع به کار می‌کند.
در سال ۱۹۵۳ آلدو و ماریروسا روتوفتو را ترک و ازدواج می‌کنند و استودیوی بللو +بللو را در بررا باز می‌کنند، پول زیادی ندارند، آغاز به عکاسی تئاتر و عکاسی خبری می‌کنند. کم‌کم، بواسطه دوستان معمار و همکلاسی‌ها، اولی کارهای طراحی و تبلیغاتی را از جمله:لا رینشنته، گروه باریلا را شروع می‌کند.
این استودیو خیلی کوچک است، می‌توان از مبلمان فقط با زاویه باز عکاسی کرد. در شب استودیو به یک اتاق خواب تبدیل می‌شود.
کار به خوبی پیش می‌رود و سرانجام استودیو به خیابان تریستانو کالکو  منتقل می‌شود. استودیو به مقصد مورد علاقه طراحان بین‌المللی تبدیل می‌شود: فرانکو آلبینی، مارکو تسانوسو و …. در استودیو تمرکز بر روی عکاسی از اشیا صنعتی و طراحی است. همه اشیا و و وسایل بر روی پس زمینه سفید عکاسی می‌شدند بر خلاف چیزی که آن زمان استفاده می‌شد (پس زمینه‌های رنگی).
پس زمینه سفید و تصاویر تمیز امضای استودیو ایتالیایی می‌شوند. ماریروزا و آلدو باللو از دهه۱۹۶۰ مهمترین شرکتهای تولیدکننده طراحی اشیا را دنبال کرده‌اند: اولیوتی، پیرللی، کاسسینا اس ای، آرتماید، آرفلکس و…. آنها در کنار کارهای تبلیغاتی و صنعتی با مهمترین مجله‌های معماری داخلی همکاری کردند: ابیتاره، اتاگونو و غیره. و همچین با خانه ووگ برای جلد مجله همکاری داشتند. ماریروزا همچنان بعد از مرگ همسرش آلدو که در سال ۱۹۹۴ اتفاق می‌افتد، به کارش ادامه می‌دهد تا سال ۲۰۰۲ که استودیو بسته می‌شود. و او دریک استودیو کوچک همچنان به کارهای شخصی اش که برنامه‌ریزی و سامان دادن به آرشیوهای باللو برای نمایشگاه است، می‌پردازد.

## آثار
- - طراحی عکاسی. تصویر آلسی، سیلوانا، ۲۰۰۲
- Giovanna Calvenzi e Salvatore Gregorietti (a cura di), بالو + بالو. زبان شی object از طریق عکس‌های آلدو باللو و ماریروسا توسکانی بالو، سیلوانا ویرایشگر، ۲۰۰۹، شابک ۹۷۸-۸۸-۳۶۶-۱۳۵۳-۳.

## نمایشگاه‌ها
- چشم‌انداز جدید داخلی ، MoMa، نیویورک، 1972[۸]
- Ballo + Ballo , Pac - غرفه هنر معاصر، میلان، 2009[۹][۱۰][۱۱]
- بزرگنمایی، طراحی ایتالیایی و عکاسی از آلدو و ماریروسا باللو ، موزه ویترا، ویل ام راین، 2011[۱۲]